# San Isidro (Catamarca)
Pour les articles homonymes, voir San Isidro.
San Isidro est une ville de la province de Catamarca et le chef-lieu du département de Valle Viejo en Argentine.
La ville se trouve dans une région touristique occupée depuis près de 8 000 ans par l'Homme.